# Gagea drummondii
Gagea drummondii är en liljeväxtart som beskrevs av Igor Germanovich Levichev och Syed Irtifaq Ali. Gagea drummondii ingår i Vårlökssläktet och i familjen liljeväxter. Inga underarter finns listade.